# Алојз Попек
Алојз Попек — Вандек (Церкница, 21. мај 1920 — Жумберак, 1. фебруар 1943) учесник Народноослободилачке борбе и народни херој Југославије.

## Биографија
Рођен 21. маја 1920. године у Церкници. Попек је био међу првим организаторима Народноослободилачке борбе у свом крају. Током првих дана устанака он је огранизовао омладинске добровољачке групе за партизанске јединице, сакупљао је оружје и извршавао саботажне акције. Новембра 1941. Попек је организовао напад на Безуљак, где је партизанска група убила око 15 Италијана и запленила складиште муниције. После тога је постао командир Кожељске чете у Шерцеровом батаљону. Између првог и другог фебруара 1942. године, напао је железничку станицу Верд код Боровнице. Ова станица је била веома важна саобраћајница и због тога су је чувале јаче страже окупатора. Попек је са својом четом разбио железничке бараке, ликвидирао 30 Италијана и запленио велики број оружја. Марта 1942. године је водио борбе са Италијанима на сектору Голо — Мокерц и тиме онемогућио продор непријатеља.
Средином јануара 1943. године, у време када је бригада у Четвртој офанзиви водила борбе у Жумберку, Попек је био упућен у Цанкареву бригаду за заменика команданта бригаде. Након снажног напада Италијана на Дванаесту пролетерску бригаду, Цанкарева бригада је пошла у помоћ. У тродневним крвавим борбама она је издржала велики број нападе италијанске колоне и успела је да их одбаци. У јуришу, у Жумберку, погинуо је Попек, у двадесет другој години живота. За народног хероја проглашен је 13. септембра 1952.